# Cascade (Iowa)
Cascade és una població dels Estats Units a l'estat d'Iowa. Segons el cens del 2006 tenia 2.030 habitants.

## Demografia
Segons el cens del 2000, Cascade tenia 1.958 habitants, 776 habitatges, i 511 famílies. La densitat de població era de 669 habitants per km².
Dels 776 habitatges en un 32,7% hi vivien nens de menys de 18 anys, en un 56,7% hi vivien parelles casades, en un 6,4% dones solteres, i en un 34,1% no eren unitats familiars. En el 29,9% dels habitatges hi vivien persones soles el 13,3% de les quals corresponia a persones de 65 anys o més que vivien soles. El nombre mitjà de persones vivint en cada habitatge era de 2,44 i el nombre mitjà de persones que vivien en cada família era de 3,08.
Per edats la població es repartia de la següent manera: un 26% tenia menys de 18 anys, un 8,6% entre 18 i 24, un 26,6% entre 25 i 44, un 20% de 45 a 60 i un 18,8% 65 anys o més.
L'edat mediana era de 37 anys. Per cada 100 dones de 18 o més anys hi havia 94,4 homes.
La renda mediana per habitatge era de 40.273 $ i la renda mediana per família de 47.813 $. Els homes tenien una renda mediana de 31.324 $ mentre que les dones 22.209 $. La renda per capita de la població era de 18.280 $. Entorn del 7,8% de les famílies i l'11,1% de la població estaven per davall del llindar de pobresa.

## Poblacions més properes
El següent diagrama mostra les poblacions més properes.